# Chanel

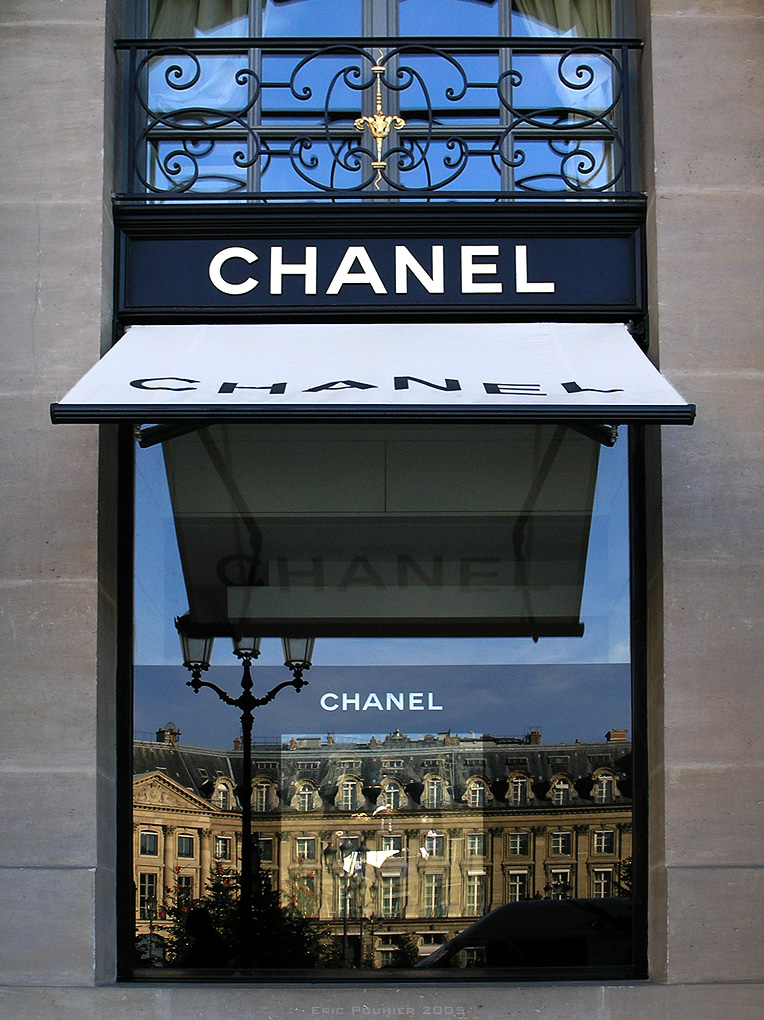
Chanel-Boutique an der Pariser Place Vendôme mit Spiegelung des Ritz-Hotels im Schaufenster

Chanel (französisch [ʃaˈnɛl]) ist ein von Coco Chanel mit der Eröffnung einer Chanel-Boutique 1913 in Deauville gegründeter Modekonzern mit Sitz in Neuilly-sur-Seine bei Paris. 
Heute gehört Chanel weltweit zu den größten und bedeutendsten Unternehmen in der Mode- und Kosmetikbranche. Neben Haute Couture und Prêt-à-porter für Damen produziert Chanel für Damen und zum Teil auch für Herren hochpreisige Uhren, Schmuck, Brillen, Accessoires, Parfüm und Kosmetik im Luxusgüter-Segment.

## Beschreibung
Das Haus Chanel war ab den 1910er Jahren Wegbereiter einer damals ungewohnt funktionell-lässigen und dennoch weiblich-eleganten Damenmode des oberen Preissegments. Chanel fertigte leichte Blusen, luftige Oberteile, weit geschnittene Damenhosen oder wadenlange Röcke aus bequemen Stoffen im zumeist schlichten und oftmals aus der Herrenmode entlehnten Design, das die Frauen dieser Zeit aus engen Korsetten, Miederkleidern und steifen Röcken mit nicht selten opulenten Verzierungen befreite. Coco Chanels Einfluss auf die Welt der Damenmode wirkte zugleich stilbildend und emanzipatorisch. Ikonen der Marke Chanel sind unter anderem das „kleine Schwarze“, wattierte Lederhandtaschen mit Steppnähten und Metallgliederketten sowie das Chanel-Kostüm mit bordiertem, kragenlosem Tweed-Jäckchen und ausgestelltem Rock. Das 1922 auf den Markt gebrachte Parfüm Chanel Nº 5 gilt als das meistverkaufte der Welt.
Spätestens ab den 1970er Jahren wurde die Marke Chanel mit wohlhabenden, älteren Damen assoziiert. Dies änderte sich erst ab Mitte der 1980er Jahre unter der Regie von Karl Lagerfeld, der von 1982 bis 2019 die Modekollektionen des Hauses als moderne Interpretationen von Coco Chanels Erbe entwarf. Ihm wird zu großen Teilen zugutegehalten, dass sich das damals angestaubte Pariser Modehaus spätestens ab Ende der 1990er Jahre in einen internationalen Milliarden-Konzern verwandelte. Auf Lagerfeld folgte seine langjährige Mitarbeiterin Virginie Viard.
Chanel ist ein privat geführtes Unternehmen, das vollständig den Franzosen Alain und Gérard Wertheimer gehört, den Enkeln Pierre Wertheimers (1888–1965), eines einstigen Geschäftspartners von Coco Chanel. Im Geschäftsjahr 2017 betrug der Gesamtumsatz von Chanel 9,62 Milliarden US-Dollar.

## Geschichte

### Coco Chanel

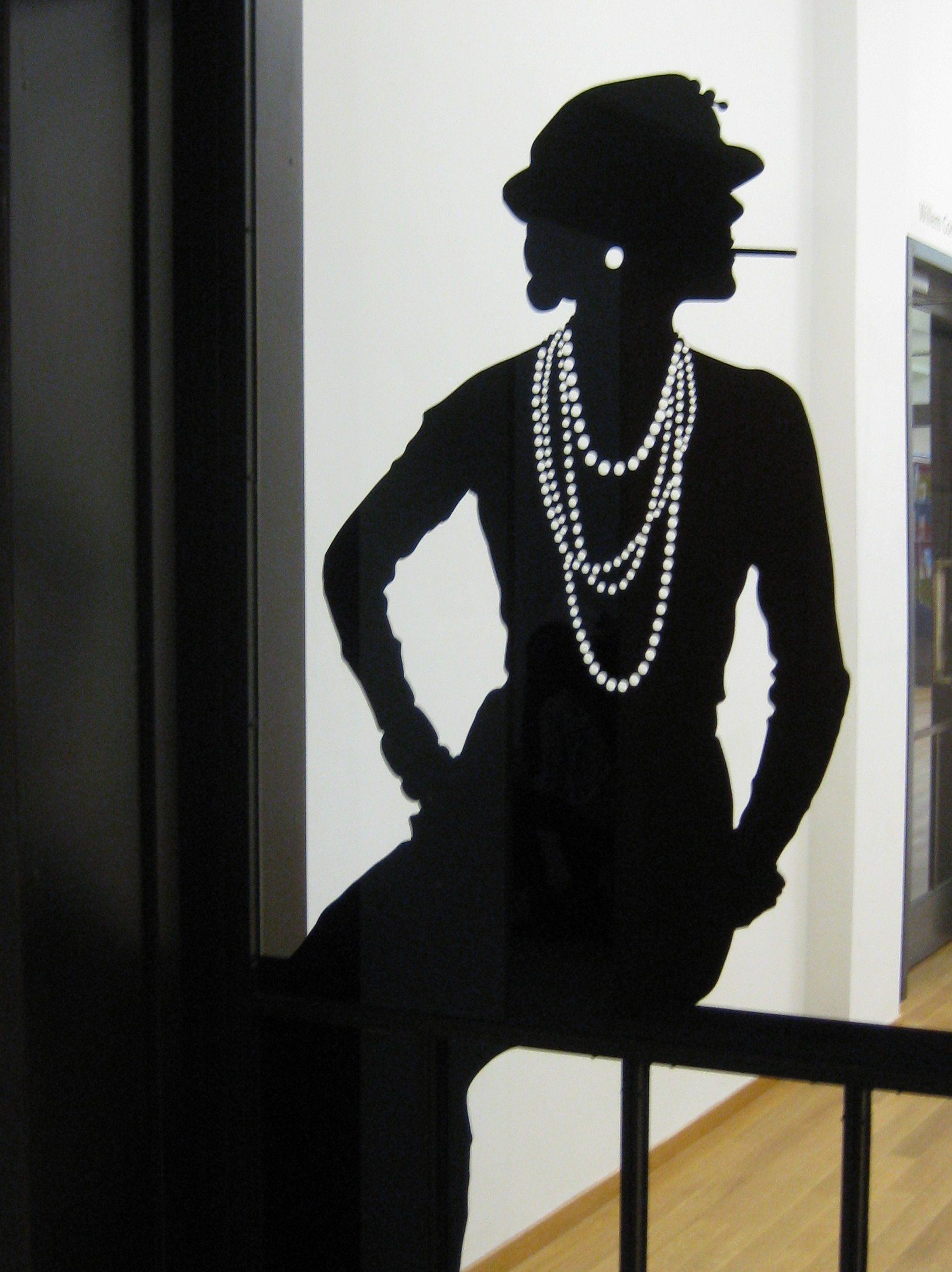
Schattenriss von Gabrielle Chanel

1909 eröffnete Coco Chanel, eine gelernte Näherin, im 17. Arrondissement auf dem 160, Boulevard Malesherbes in Paris in der Stadtwohnung ihres damaligen Geliebten, Étienne Balsan, ein Hutatelier mit eleganten, schlichten Hüten für wohlhabende Damen. In den Zeiten der Belle Époque waren Damen der besseren Gesellschaft opulent verzierte Hüte gewohnt. Da sich Chanels moderne, minimalistische Hutkreationen in ihrem erweiterten Bekanntenkreis der Pariser High Society rasch größter Beliebtheit erfreuten, erwarb sie 1910 mit finanzieller Unterstützung ihres nächsten Geliebten, Arthur „Boy“ Capel, ein Anwesen in der Pariser Rue Cambon 21 im 1. Arrondissement und eröffnete dort unter dem Namen „Chanel Modes“ ein Hut-Atelier, gegenüber der Rückseite des Hotel Ritz, in dem sie ab 1937 eine Suite beziehen sollte. Es folgten 1913 eine Mode-Boutique mit legerer Sportbekleidung im mondänen Deauville und 1915 ein Couture-Geschäft im schicken Badeort Biarritz, wo Coco Chanel eine für die Zeit ungewöhnlich sportlich-lässige, dennoch elegante Damenmode anbot. Im Jahr 1916 präsentierte sie erstmals eine komplette Couture-Kollektion, und Chanel-Mode wurde in der amerikanischen Vogue thematisiert. 1918 eröffnete Coco Chanel in der Rue Cambon 31 einen Haute-Couture-Salon. In der Nr. 31 befinden sich bis heute unter anderem das Haupt-Atelier von Chanel und ein Flagship-Store. Hier richtete sich Chanel später auch eine Wohnung ein (allerdings ohne Schlafzimmer, da sie stets in ihrer Zwei-Zimmer-Suite im Ritz gegenüber nächtigte), die bis heute erhalten ist. 1919 trat Chanel dem Pariser Haute-Couture-Verband, Chambre Syndicale de la Couture Parisienne, bei. In den folgenden Jahren erwarb Mademoiselle, wie die zeitlebens unverheiratete Chanel genannt wurde, sukzessive die Immobilien mit den Hausnummern 29, 25, 23 und schließlich 27 in der Pariser Rue Cambon, sodass ihr letztendlich dort eine ganze Häuserreihe gehörte. Die Hausnummer 19 ist seit 2013 ebenfalls im Besitz des Unternehmens. Das Gründungsdatum des Unternehmens gibt das Haus Chanel selbst mit der Boutique-Eröffnung im Jahr 1913 in Deauville an und feierte im Jahr 2013 dementsprechend sein 100-jähriges Bestehen.

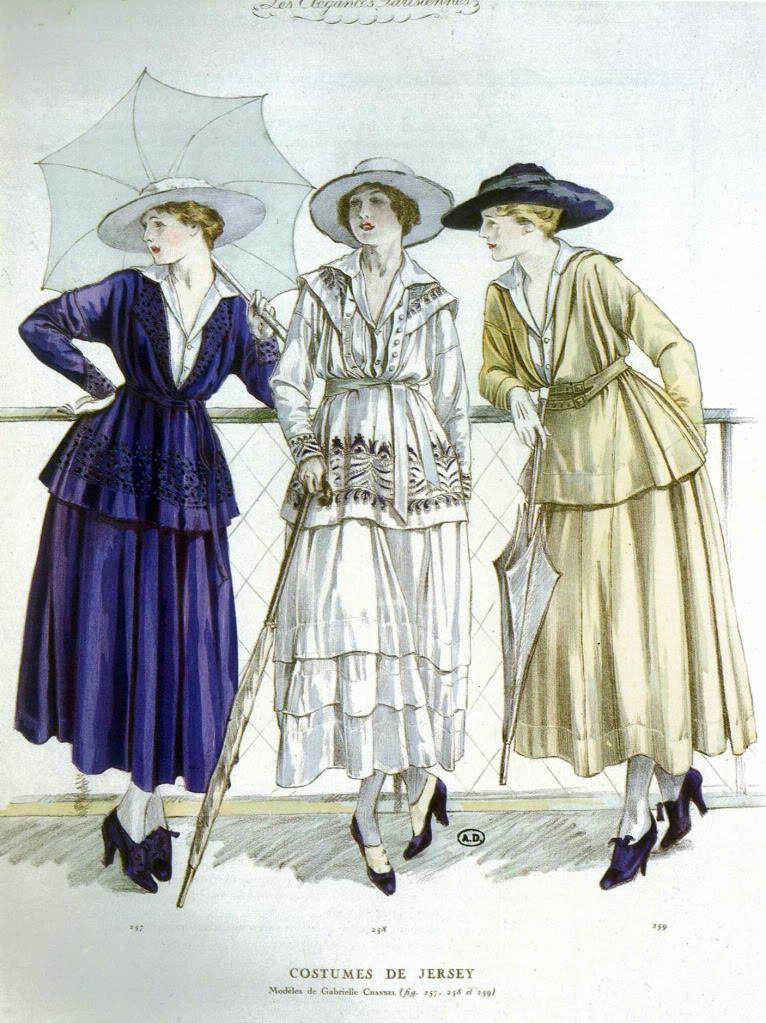
Jersey-Kleider von Chanel aus dem Jahr 1917

Ähnlich wie bei Modeschöpfer-Kollege Jean Patou bestand bei Chanel der typische Look – im Gegensatz zur konservativ-opulenten, steifen Damenmode jener Zeit – aus schlichten, androgynen Schnitten mit fließenden, weichen Stoffen und tiefsitzenden Taillen, wie es in den 1920er Jahren für junge, emanzipierte Frauen der letzte Schrei war. Inspiriert von Sportbekleidung für Damen und dem maritimen Stil der Badeorte, machte sich Chanel mit jugendlichen Blusen, eleganten Blazern, dreiteiligen Kostümen, weiten Hosen und Pailletten-Tops in einfarbig-dezenten Tönen in der Pariser Modewelt rasch einen Namen. Auch ihr bis dahin nur bei Unterwäsche gekannter Einsatz von weichem Baumwoll-Jersey in der Damengarderobe – ursprünglich aus Kostengründen und wegen der Ressourcenknappheit in der Zeit um den Ersten Weltkrieg eine Notwendigkeit – verhalf ihr bald zu internationaler Anerkennung. 1925 kreierte sie erstmals ein Kostüm mit Cardigan ohne Revers aus gepaspeltem Tweed, das eine Ikone der Chanel-Mode und später etwa als mit Bordüren abgesetztes Bouclé-Kostüm zahlreich variiert wurde. Besondere Merkmale der Tweed-Jacke sind aufgesetzte Taschen, Schmuckknöpfe mit Chanel-Logo und eine für die optimale Passform innen in den Saum eingenähte Metallkette. Ab 1926 erregte Coco Chanel mit ihrem Klassiker, dem „kleinen Schwarzen“ (frz.: petite robe noire), einem knielangen schwarzen Abendkleid – in einer Zeit, in der kurze Rocklängen noch immer ungewohnt waren – erneut große Aufmerksamkeit in der Modebranche und kreierte somit eines der bedeutendsten Kleidungsstücke des 20. Jahrhunderts. Bald wurde der Chanel-Stil von allen Seiten kopiert, was allerdings nur noch mehr zum Prestige des Hauses beitrug. Coco Chanel entwarf auch Schmuckkollektionen, ab 1924 in einem eigenen Studio – sie gilt als Erfinderin des Modeschmucks – wobei sehr häufig lange Perlen-Ketten zum Einsatz kamen. Ab 1926 entwarf Mademoiselle unter anderem für die Regisseure Jean Cocteau und Charles Dullin Bühnenkostüme.
Die Parfümsparte von Chanel wurde 1924 als Societé des Parfums Chanel in Neuilly-sur-Seine – wo sich bis heute der Firmensitz des Unternehmens Chanel befindet – etabliert, nachdem bereits 1921 von Coco Chanel zusammen mit dem Chemiker und Parfümeur Ernest Beaux (1881–1961) aus Grasse das berühmte Parfüm Chanel Nº 5 sowie eine Reihe anderer, später eingestellter Parfüms (Nº 11, Nº 14, Nº 20, Nº 21, Nº 27, Nº 55) lanciert worden war. An der Komposition des Parfüms hatte Coco Chanel selbst mitgewirkt, schließlich das fünfte Exemplar der ihr vorgelegten Duftproben ausgewählt (daher der Name des Parfüms) und auch den minimalistischen Flacon selbst entworfen. Der französische Geschäftsmann Pierre Wertheimer (* 8. Januar 1888; † 24. April 1965) und sein Bruder Paul (* 22. Juni 1883), Eigentümer des international agierenden Kosmetik-Konzerns Bourjois aus Pantin, brachten die finanziellen Möglichkeiten, die Fabrikationsstätten für Parfüm, die kaufmännische Expertise und die nötigen Geschäftsverbindungen in das Unternehmen mit ein und hielten dadurch 70 % an der von der Mode-Sparte des Hauses Chanel getrennt tätigen Firma. Coco Chanel selbst besaß lediglich 10 % der Anteile, und der Gründer der Galeries Lafayette Théophile Bader – ein Freund des Vaters der Wertheimers, welcher die Begegnung mit Coco Chanel 1923 in Deauville initiiert hatte – hielt 20 %. Mit Bader war Chanel über ihren Modesalon und das Parfüm Nº 5 bereits geschäftlich verbunden und befreundet gewesen. 1924 wurde erstmals Make-up von Chanel auf den Markt gebracht. 1926 wurde die erste Chanel-Boutique in Mayfair in London eröffnet. 1928 erschienen erstmals Tweedkostüme aus in Schottland gefertigten Stoffen von Chanel. Coco Chanel versuchte in den 1930ern vergebens, durch gerichtliche Klagen ihre Besitzanteile an Parfums Chanel zu erhöhen.

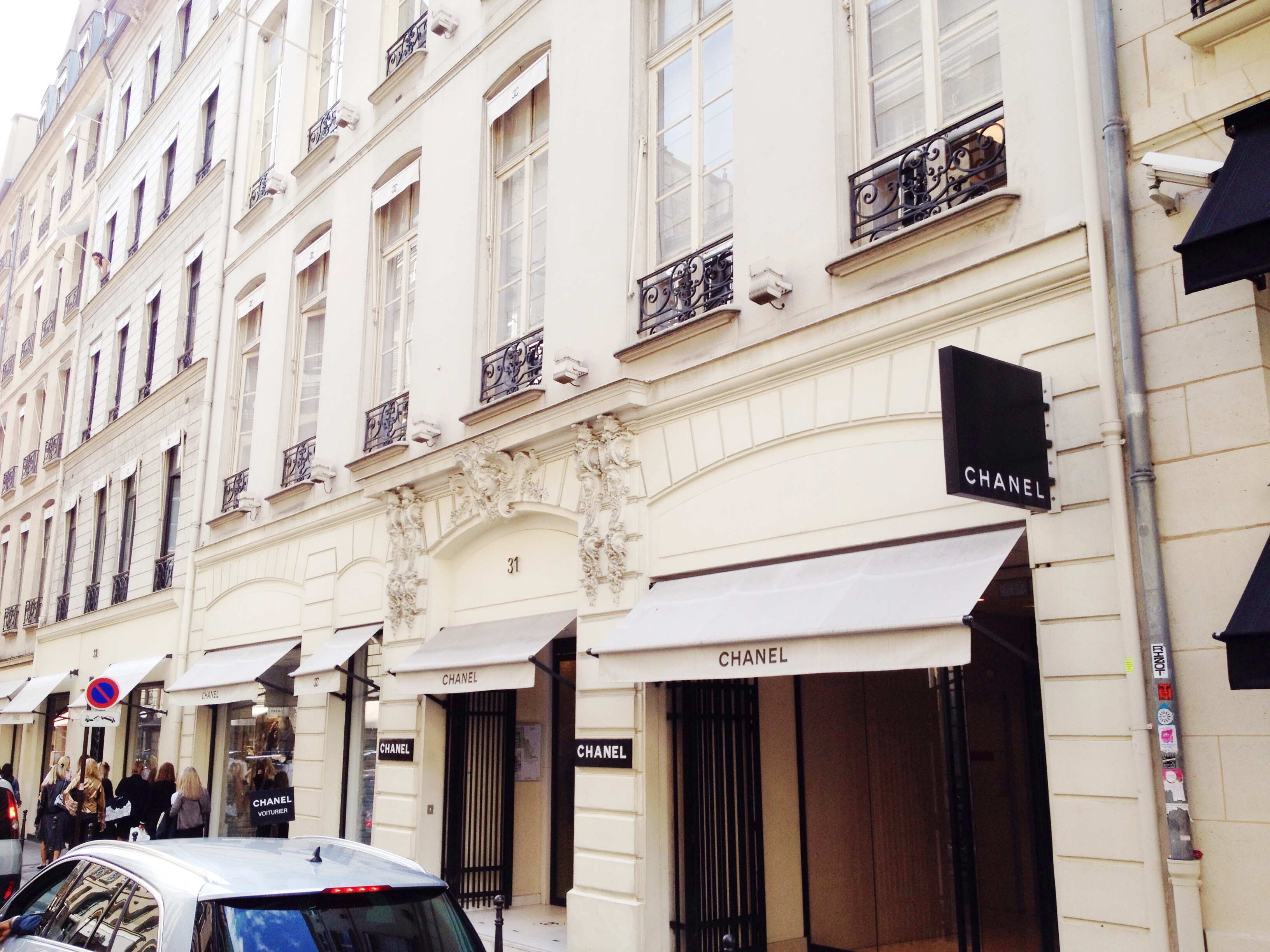
Nr. 31, rue Cambon in Paris (2014)

Ab 1930 stattete Chanel auf Einladung von Samuel Goldwyn für einige Wochen die Leinwand-Stars von United Artists in Hollywood aus. Im November 1932 präsentierte Coco Chanel in ihrer seit 1923 gemieteten Privatwohnung in der 29, Rue du Faubourg Saint-Honoré in Paris unter dem Namen „Bijoux de Diamants“ eine Schmuckkollektion mit Diamanten. 1935 zählte Chanel 4.000 Angestellte und verkaufte 28.000 Kleidungsstücke, obwohl das Unternehmen die Weltwirtschaftskrise 1929 besonders auf dem amerikanischen Markt zu spüren bekommen hatte. Auf der Rue Cambon gab es zu dieser Zeit fünf Chanel-Boutiquen für die unterschiedlichen Produktkategorien des Hauses.
Im September 1939, nachdem der Zweite Weltkrieg begonnen hatte, stellte Coco Chanel die Haute-Couture-Mode ein und verkaufte vorübergehend nur noch Parfüm und Accessoires in der Nummer 31. 1940 emigrierte die aus dem Elsass stammende, jüdische Familie Wertheimer über Brasilien in die Vereinigten Staaten; die Anteile an Parfums Chanel wurden bis zu ihrer Rückkehr nach dem Weltkrieg pro forma von dem befreundeten Flugzeug-Hersteller Félix Amiot übernommen und danach an Pierre Wertheimer zurückgegeben, ohne dass Coco Chanel die Besitzverhältnisse beeinflussen konnte.
Chanel zog nach Vorwürfen, sie habe mit den Nationalsozialisten kollaboriert, bis 1954 in die Schweiz. Nach finanziellen Auseinandersetzungen und persönlichen Streitigkeiten mit Pierre Wertheimer einigten sich Coco Chanel und er 1947 auf eine weitere geschäftliche Zusammenarbeit, wobei Wertheimer sich die Rechte an allen Produkten der Marke Chanel sicherte und Coco Chanel eine Einmalzahlung von umgerechnet 350.000 Dollar sowie eine fortwährende Umsatzbeteiligung von 2 % (entsprach bis zu einer Million Dollar pro Jahr) zugestand, um einen Prozess oder einen Alleingang Coco Chanels zu vermeiden. 1954 übernahmen die Wertheimers auch den 20-%-Anteil von Théophil Bader sowie die Modesparte des Unternehmens. Seither ist das gesamte Unternehmen Chanel in der Hand der Familie Wertheimer. Die Haute Couture – damals dominiert von Konkurrenten wie Dior, Fath oder Balenciaga – wurde unter der Regie der mittlerweile 70-jährigen Coco Chanel im Hause Chanel wiederbelebt. Am 5. Februar 1954 präsentierte Coco Chanel in der Rue Cambon ihre erste Modenschau nach dem Krieg. Die Kollektionen waren nach anfänglichen Schwierigkeiten – die französische Presse spottete zunächst über das fortgeschrittene Alter der Modeschöpferin und verriss die ersten von ihr präsentierten Modelle in Kritiken – auch durch das Amerika-Geschäft äußerst erfolgreich und beflügelten im Nebeneffekt den Umsatz des Parfümgeschäfts.

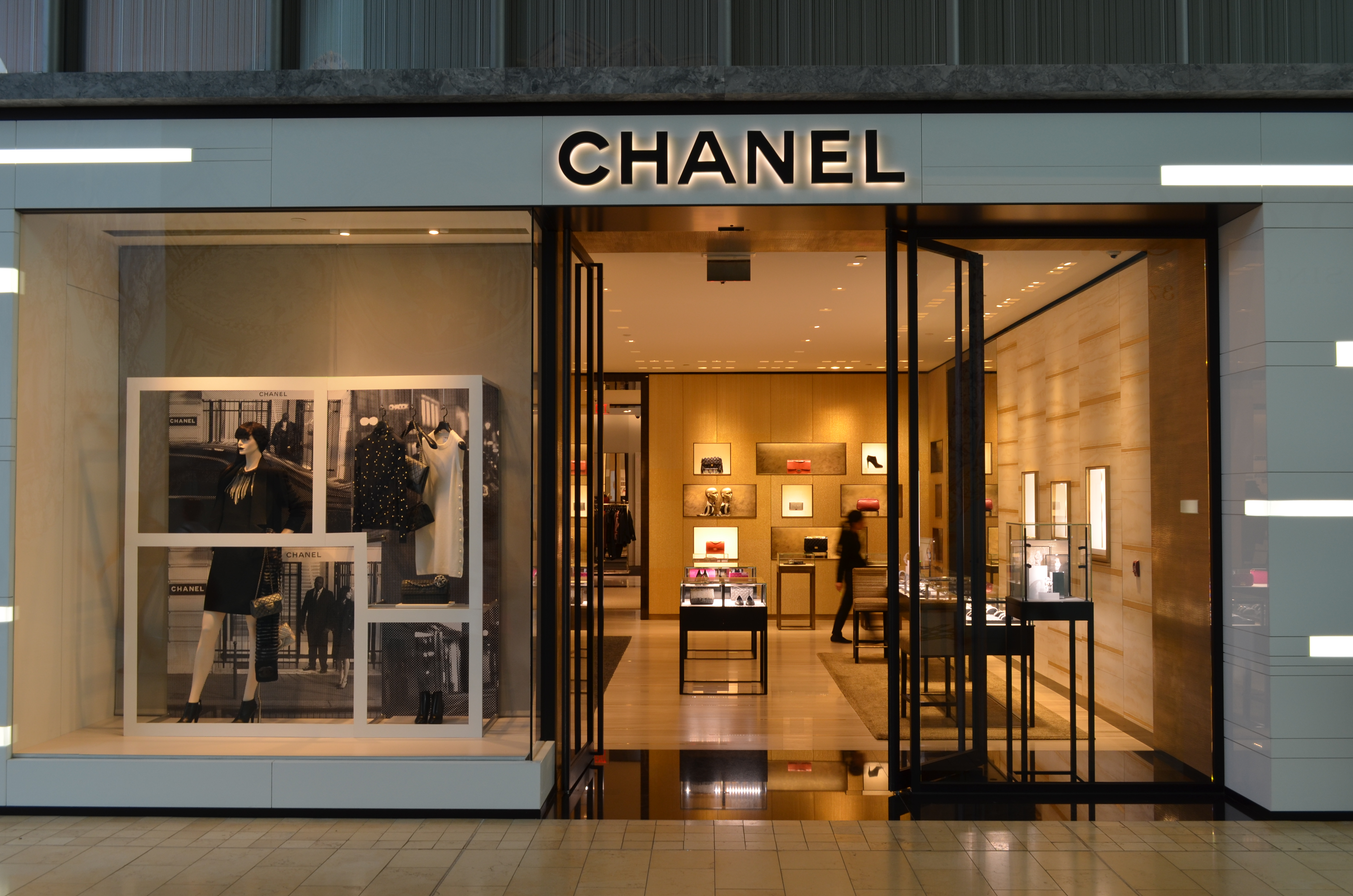
Blick in eine Chanel-Boutique in Toronto (2014)

Das erste Parfüm des Hauses für Männer, Chanel pour Monsieur, wurde 1955 auf den Markt gebracht und ist bis heute erhältlich. Im selben Jahr wurde eine abgesteppte Chanel-Handtasche mit Goldkette, die Chanel 2.55 (für „Februar 1955“) präsentiert, die bis heute zu den Klassikern des Unternehmens gehört. 1956 wurde die amerikanische Niederlassung Chanel, Inc. in New York gegründet. 1957 erschien der zweifarbige Slingpumps in beige mit schwarzer Schuhkape, und Coco Chanel wurde in Dallas mit dem Neiman Marcus Award geehrt. 1959 wurde der Chanel-N° 5-Flakon erstmals im New Yorker Museum of Modern Art als Kunstobjekt präsentiert und später in die ständige Sammlung des Museums aufgenommen. Von Marilyn Monroe ist überliefert, dass sie „zum Schlafen nur einige Tropfen Chanel No. 5“ getragen haben soll, und die Fotos der sich in einem pinkfarbenen Chanel-Kostüm über ihren angeschossenen Ehemann beugenden Jacqueline Kennedy gingen 1963 um die Welt. Weitere berühmte Kundinnen jener Zeit waren Romy Schneider, Ingrid Bergman, Brigitte Bardot, Grace Kelly und Elizabeth Taylor. 1965 übernahm nach Pierres Tod dessen Sohn Jacques (* 18. August 1911; † 6. Februar 1996), ein begeisterter Pferdezüchter, die Leitung des Hauses Chanel. Unter seiner Führung sanken die Umsätze des Parfüm-Geschäfts; Chanel-Parfüm war in den Vereinigten Staaten mittlerweile sogar zu immer weiter sinkenden Preisen in Drogerie-Ketten zu kaufen. Bis zu ihrem Tod im Alter von 87 Jahren war Coco Chanel für die Kreationen des Hauses allein verantwortlich.

### Übergangszeit
Nach Chanels Tod 1971 nahm zunächst Gaston Berthelot, zuvor Konfektionsdesigner bei Dior, wenig erfolgreich ihren Platz ein. Er wurde 1973 durch die langjährigen Chanel-Mitarbeiter Yvonne Dudel und Jean Cazaubon ersetzt. 1974 übernahm Jacques’ Sohn Alain, der mit seinem Bruder Gerard bis heute alleiniger Eigentümer von Chanel ist, die Leitung des Konzerns, während sein Vater bis 1978 dem Aufsichtsrat angehörte. Die erste Prêt-à-porter-Modekollektion von Chanel, Chanel Boutique, wurde 1978 unter der Leitung von Philippe Guibourgé mit mäßigem Erfolg präsentiert. 1980 wurde der Balenciaga-Schüler Ramon Esparza mit dem Design der Chanel-Kollektionen betraut. All diese Designer hatten die Aufgabe, das Erbe von Coco Chanel zu wahren, arbeiteten entsprechend wenig innovativ und trugen letztendlich dazu bei, dass Chanel zunehmend unter dem Image litt, eine hochpreisige Marke für wohlhabende Frauen im fortgeschrittenen Alter zu sein. Der Hauptumsatz von Chanel wurde in dieser Zeit durch Parfüm, Makeup und Accessoires generiert.

### Karl Lagerfeld

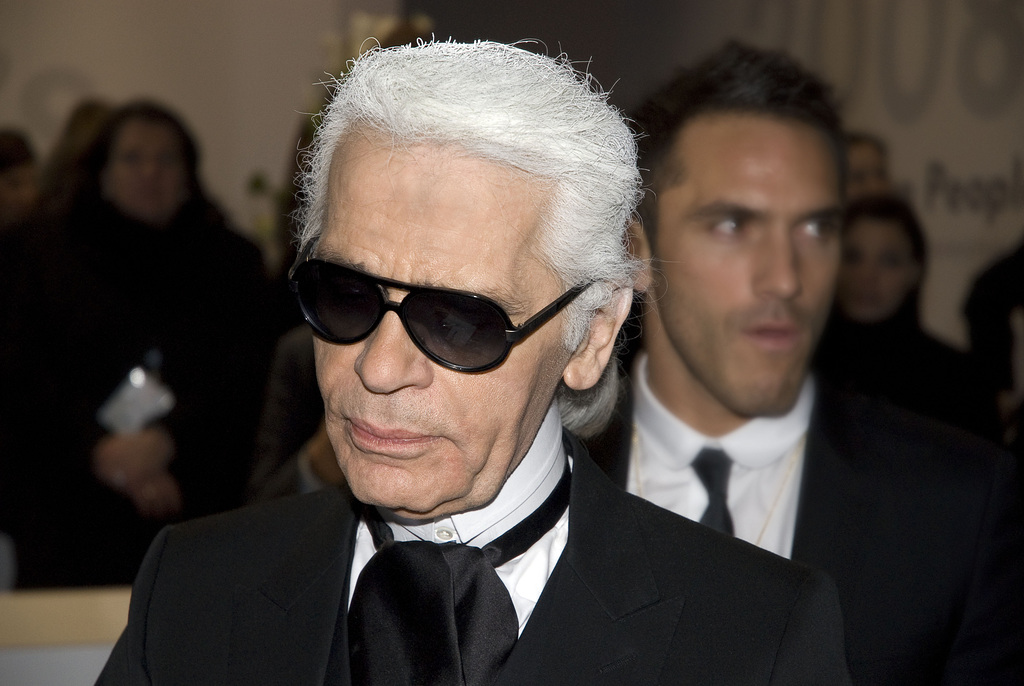
Karl Lagerfeld mit Sebastien Jondeau im Hintergrund (2008)

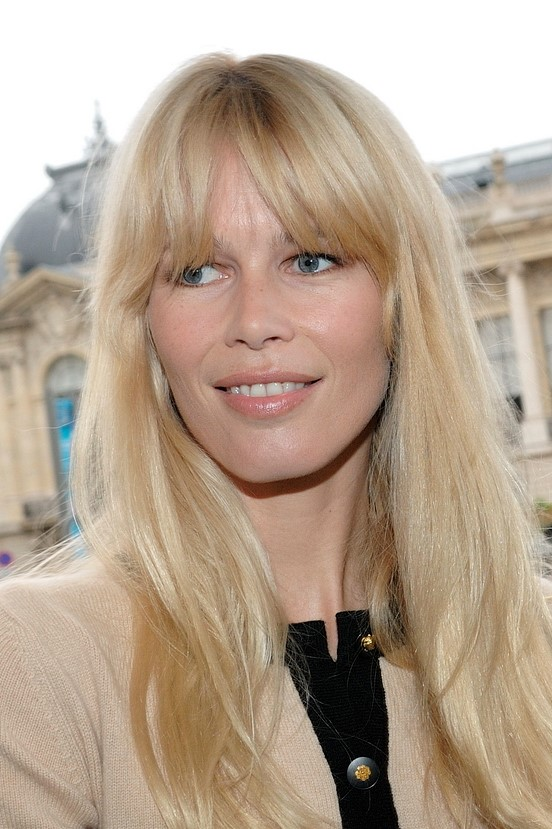
Claudia Schiffer im Chanel-Outfit als Gast bei der Chanel Prêt-à-porter-Schau F/S 2010 (2009)

1980 stellte Alain Wertheimer die Werbefachfrau und spätere Chanel-Nordamerika-Chefin Kitty D'Alessio ein, welche wiederum den damaligen Chloé-Designer Karl Lagerfeld mit Wertheimer bekannt machte. Laut Lagerfeld, der Coco Chanel nie kennengelernt hatte, bot Wertheimer ihm im Herbst 1982 die kreative Leitung des Hauses mit den Worten an "Machen Sie etwas draus. Wenn es funktioniert, wunderbar. Ansonsten verkaufe ich die Firma eben." Ende 1982 wurde Lagerfeld, dem sein Umfeld von der Aufgabe abgeraten hatte, zunächst als Berater für die Haute Couture eingestellt, während Hervé Léger (Hervé L. Leroux), der bei Fendi in Rom seit 1981 Lagerfelds Assistent gewesen war, die Prêt-à-porter-Sparte übernahm. Im folgenden Jahr machten die Wertheimers Lagerfeld zum Chef-Designer der gesamten Modesparte des Hauses. Sein Jahresgehalt wurde damals auf eine Million Dollar beziffert.
Die erste Chanel-Modenschau unter der Regie von Lagerfeld fand am 5. Februar 1983 in Paris statt. Seine ersten Entwürfe – eine Hommage an Coco Chanels Mode aus den 1920er und 30er Jahren – stießen noch auf geteiltes Echo, aber schon mit der zweiten Kollektion Ende 1983 wurde Lagerfeld als Retter des Hauses Chanel gefeiert. Lagerfeld verhalf durch moderne, bisweilen unkonventionelle Interpretationen des Erbes von Coco Chanel der Modemarke wieder zu ihrem alten Glanz und trug durch den Ausbau der Kollektionen maßgeblich dazu bei, dass Chanel heute auch bei jungen Frauen zu den tonangebenden Marken in der Damenmode zählt. Kritiker bemängeln, dass Lagerfeld – wenngleich mit immensem finanziellen Erfolg für das Haus Chanel – lediglich die Ideen von Coco Chanel zeitgemäß umsetzte, statt die Marke mit etwas Eigenem zu bereichern. Das Atelier von Chanel, und damit zu Lebzeiten der Arbeitsplatz von Karl Lagerfeld, befindet sich bis heute in der Rue Cambon in Paris. Das Chanel-Management ließ Lagerfeld bei seinen Entwürfen – auch im Hinblick auf das Budget – freie Hand und sah die vielseitigen Verpflichtungen des Designers bei anderen Modefirmen als kreative Bereicherung für Chanel. 1988 erhielt Lagerfeld vom Council of Fashion Designers of America den International Award für seine Chanel-Kollektionen.
Unter Lagerfeld wurde Inès de la Fressange ab 1983 Modell für Chanel, bis Lagerfeld sie 1990 durch Claudia Schiffer ersetzte. Schiffer und Lagerfeld gingen 1996 getrennte Wege, arbeiteten aber seit Anfang der 2000er Jahre wieder für die Marke Chanel miteinander. Inès de la Fressange führte Ende 2010 die Modenschau von Chanel als Model an. Zu Lagerfelds persönlichen Mitarbeiterinnen bei Chanel gehörte ab 1997 die britische Modeberaterin Amanda, Lady Harlech, die zuvor 12 Jahre lang für John Galliano gearbeitet hatte, bis dieser zu Dior wechselte. Ab den 2000er Jahren wurden vermehrt internationale Stars wie Vanessa Paradis, Nicole Kidman, Audrey Tautou, Keira Knightley oder Blake Lively als Testimonials für Chanel eingesetzt.
Lagerfeld starb am 19. Februar 2019 in Paris. Seine Nachfolge bei Chanel trat Virginie Viard an, die zuvor 30 Jahre eng mit Lagerfeld zusammengearbeitet hatte.

### Virginie Viard
Viard wurde 1987 von Chanel als Praktikantin in der Haute-Couture-Stickerei eingestellt. Als Karl Lagerfeld von 1992 bis 1997 seine Tätigkeit bei Chloé wiederaufnahm, begleitete ihn Viard als seine rechte Hand. Danach wurde sie Haute-Couture-Koordinatorin bei Chanel, übernahm im Jahr 2000 die Leitung der Konfektion und wurde schließlich zur Leiterin des Chanel-Kreativstudios ernannt.
Im Mai 2018 erschien Viard erstmals an Lagerfelds Seite für den Schlussapplaus der Chanel Cruise-Kollektion 2019. Auch bei den nachfolgenden Chanel-Modenschauen zeigte sie sich mit Lagerfeld. Im Januar 2019, als Chanel verlauten ließ, dass Lagerfeld „müde“ sei, nahm Viard bei der Chanel-Haute-Couture-Modenschau den Schlussapplaus alleine entgegen, was Spekulationen um Lagerfelds Gesundheitszustand lostrat. Die letzte von Lagerfeld gezeichnete Chanel-Kollektion wurde am 5. März 2019 im Grand Palais mit einer Schweigeminute für den Verstorbenen präsentiert.
Chanel ernannte im Februar 2019 Viard als künstlerische Leiterin der Chanel-Modekollektionen und Eric Pfrunder, seit 1983 im Unternehmen, als künstlerischen Leiter der Chanel-Imageabteilung (Werbung, Marketing, Events etc.). Viard präsentierte ihre erste eigene Chanel-Kollektion mit der Resort-Kollektion 2020 am 3. Mai 2019 im Grand Palais. Im Juni 2024 gab Chanel bekannt, dass Viard das Unternehmen verlassen hat.

## Markenzeichen

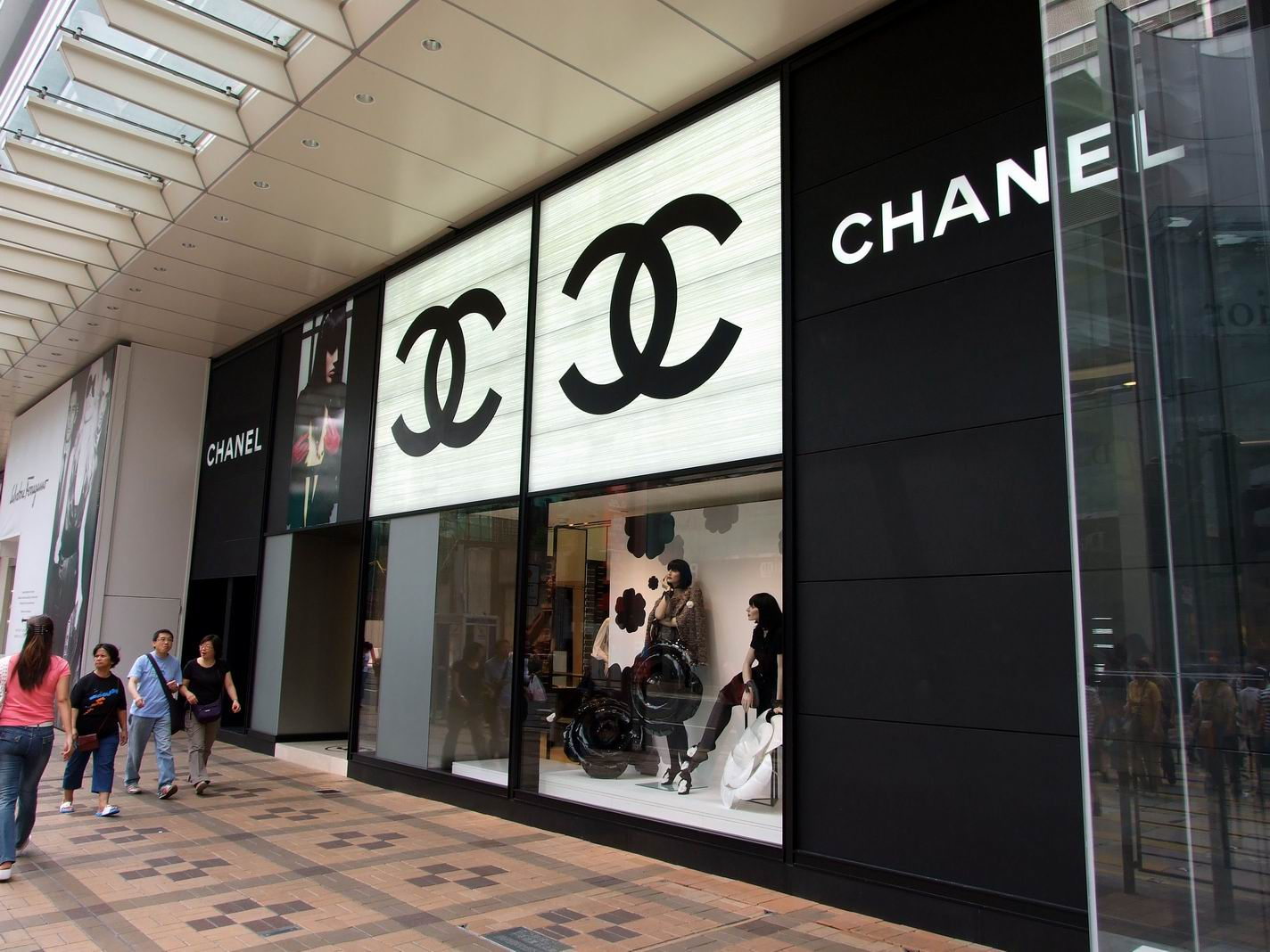
Das Chanel-Logo an der Boutique in Hongkong (2007)

Zum Markenauftritt von Chanel gehören neben dem markanten Signet in Großbuchstaben samt rückseitig aufeinander gelegten C als Unternehmenslogo in schwarz auf weißem Grund oder weiß auf schwarzem Grund die Gestaltung der weltweiten Boutiquen und der Verkaufsflächen für Parfüm und Kosmetik in Schwarz und Weiß. Zu den charakteristischen Merkmalen und wiederkehrenden Stilelementen von Chanel zählen das „kleine Schwarze“, kragenlose Tweedjacken und -kostüme in Boucléverarbeitung und mit Bordürensaum, Goldknöpfe, Handtaschen mit Steppverzierungen und Trageriemen aus metallischen Kettengliedern, beigefarbene Slingpumps mit schwarzer Kappe, die Kamelien- oder andere Blüten und deren stilisierte Formen, lange Perlenketten und Goldschmuck sowie die schlicht-eleganten Verpackungen und Behälter der Parfüm- und Kosmetikprodukte in simplen, rechteckigen Formen.
Gedruckt werden die Werbematerialien – wie zum Beispiel die Kataloge, Flyer und Einladungen zu Haute-Couture-Shows – sowie eigene CHANEL-Publikationen wie „The Little Black Jacket“ (2012) von dem Göttinger Verleger Gerhard Steidl im Steidl-Verlag. Die Zusammenarbeit zwischen Steidl und Lagerfeld begann in den frühen 1990er-Jahren.

## Chanel-Konzern

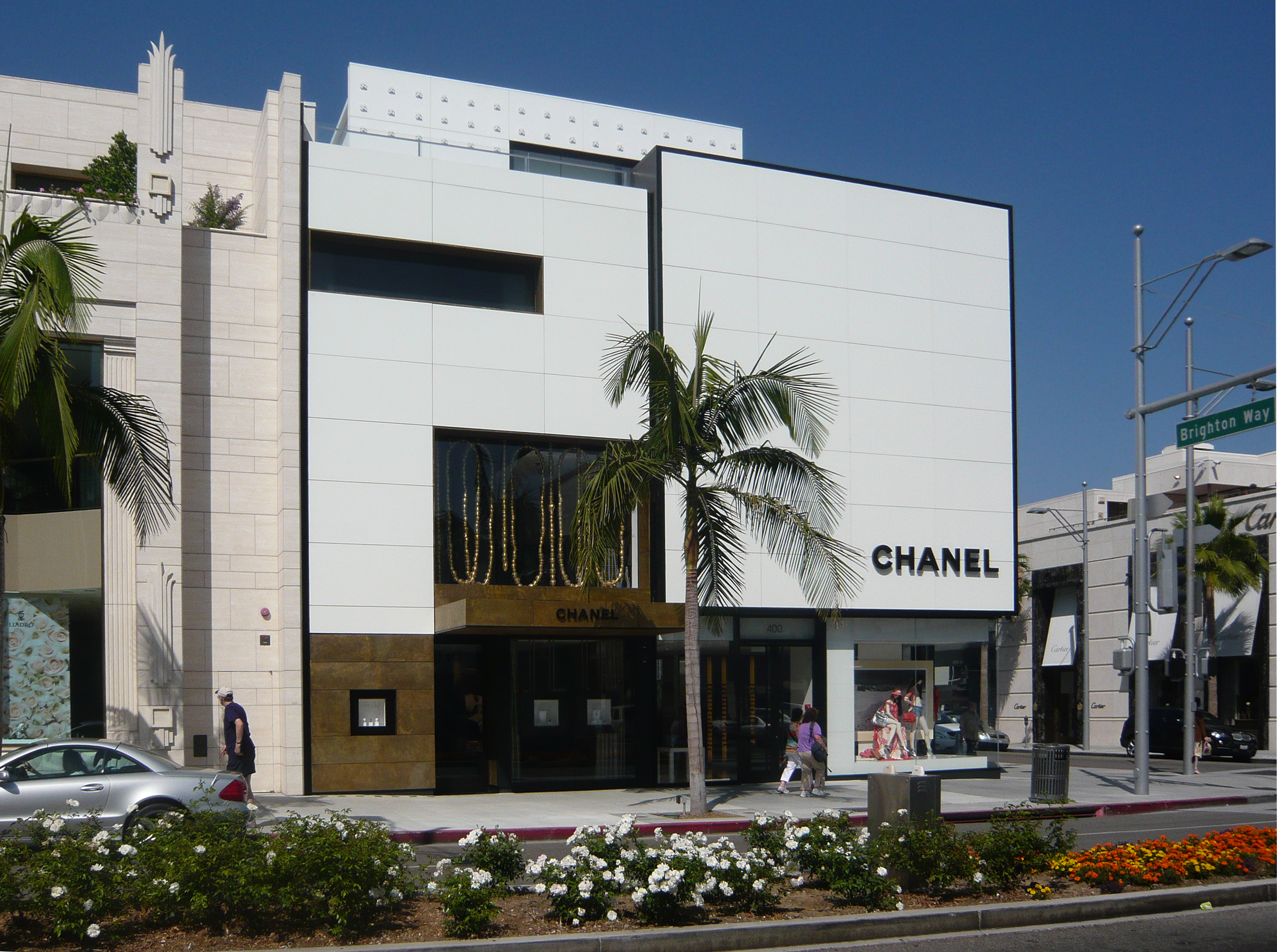
Die Chanel-Boutique am Rodeo Drive (2008)

Zur Chanel-Gruppe (Holdings: Chanel International BV, Amsterdam, Chanel Limited, London, sowie New Litor Limited, George Town) gehörten unter anderem von 1993 bis 1998 eine Beteiligung am defizitären amerikanischen Modelabel Isaac Mizrahi, seit 1993 der Schweizer Uhrenhersteller G&F Chatelain, seit 1996 der britische Waffenhersteller Holland & Holland mit eigener Jagdmoden-Kollektion, von 1996 bis 2005 als Joint Venture die Friseursalon-Kette Frédéric Fekkai, seit 1997 der Bademodenhersteller Eres und seit 1998 eine Beteiligung am Uhrenhersteller Bell & Ross.
1997 gründete Chanel die Paraffection S.A. in der seither die bereits zuvor oder im Laufe der folgenden Jahre aufgekauften Chanel-Zuliefererbetriebe gebündelt sind, die seither als Tochterfirmen von Chanel firmieren. Seit der Lancierung separater, jährlicher Kollektionen und Modenschauen mit Wintermode zur Sommerzeit unter dem Namen Métiers d’art (frz. métier d’art, „Kunsthandwerk“) im Jahr 2002 durch Karl Lagerfeld wird damit auf diese Zulieferer ein besonderes Augenmerk gerichtet. Im Jahr 2018 handelte es sich um 24 Betriebe sehr unterschiedlicher Größe, die teils seltene oder aussterbende Handwerksfähigkeiten für Chanel, aber auch für andere Auftraggeber und unter eigenem Namen weiterführen und erhalten. Zu den Kunsthandwerkbetrieben gehören im Einzelnen (Stand Dezember 2017):
- Desrues – Schmuck-Accessoires und Knöpfe (1929 gegründet/1985 von Chanel erworben)[38]
- Lemarié – Federn und Blumenschmuck (1880/1996)[39]
- Maison Michel – Hüte (1936/1996)
- Massaro – Schuhe (1947/2002)
- Lesage – Stickereien (1868/2002)[40]
- Goosens – Goldschmiede (1950/2005)
- Guillet – Blüten (1869/2006)
- Montex – Stickereien (1939/2011)
- Causse – Handschuhe (1892/2012)[41]
- Barrie Knitwear aus Hawick (Schottland) – Strickwaren (1903/2012)
- Lognon – Plissierer (1945/2013)[42]
- Bodin-Joyeux – Gerberei (1860/2013)[43][44]

Der Stickerei-Spezialist Lesage S.A.S. wiederum kaufte 2013 den französischen Stickerei-Betrieb Lanel und 2014 den indischen Stickerei-Betrieb Vastrakala.
Konzern-Zahlen wurden von Chanel in der Vergangenheit nicht veröffentlicht. Anfang der 2000er Jahre wurde der Jahresumsatz auf über 2 Mrd. Dollar geschätzt; Anfang der 2010er Jahre wurden über 6 Mrd. Dollar in den Raum gestellt. 2018 verkündete Chanel, dass der Jahresumsatz 2017 ca. 9,62 Milliarden US-Dollar (11 % mehr als 2016) betragen habe und ein Nettogewinn von 1,79 Milliarden US-Dollar (18,5 % mehr als 2016) erwirtschaftet wurde. Das Familienvermögen von Alain (Konzern-Chef, New York) und Gérard (Europa-Chef, Genf) Wertheimer wurde Mitte der 2000er auf je 5 Mrd. Euro geschätzt; 2018 wurden je 23 Milliarden Dollar in der Presse genannt. Die Familie lebt zurückgezogen und tritt in der Öffentlichkeit nicht in Erscheinung. Von 2007 bis Anfang 2016 war die ehemalige Nordamerika-Chefin von Chanel, Maureen Chiquet, Global CEO des Unternehmens. Infolge „interner Differenzen“, wie es in den Medien hieß, musste sie ihren Posten Ende Januar 2016 aufgeben. Alain Wertheimer übernahm vorübergehend die Geschäftsführung, bis 2021 Leena Nair als neue Global CEO verpflichtet wurde.

## Boutiquen
Chanel-Mode wird nur über die eigenen Boutiquen und wenige ausgewählte Kaufhäuser vertrieben, in denen sich meist ein Chanel-Shop-in-shop befindet. Die erste Chanel-Boutique, abgesehen vom Stammsitz in Paris, wurde 1913 in Deauville eröffnet. Weltweit gab es 2013 um die 300 Chanel-Boutiquen, von denen nicht alle das ganze Sortiment führen. Die 1984 in Honolulu eröffnete Chanel-Boutique war in den 1990ern aufgrund der zahlreichen japanischen Touristen in Hawaii das profitabelste Chanel-Geschäft weltweit. Die erste Chanel-Boutique auf dem US-amerikanischen Festland öffnete 1985 auf dem Rodeo Drive ihre Türen, die erste Chanel-Boutique in New York City folgte 1986. In Deutschland unterhält Chanel sechs Geschäfte in Berlin (zweimal), Düsseldorf, Hamburg, Frankfurt am Main und München. In der Schweiz sind es die Standorte Genf (zweimal), St. Moritz und Zürich, und in Österreich befindet sich Chanel am Kohlmarkt in Wien.

## Produkte

### Mode und Accessoires

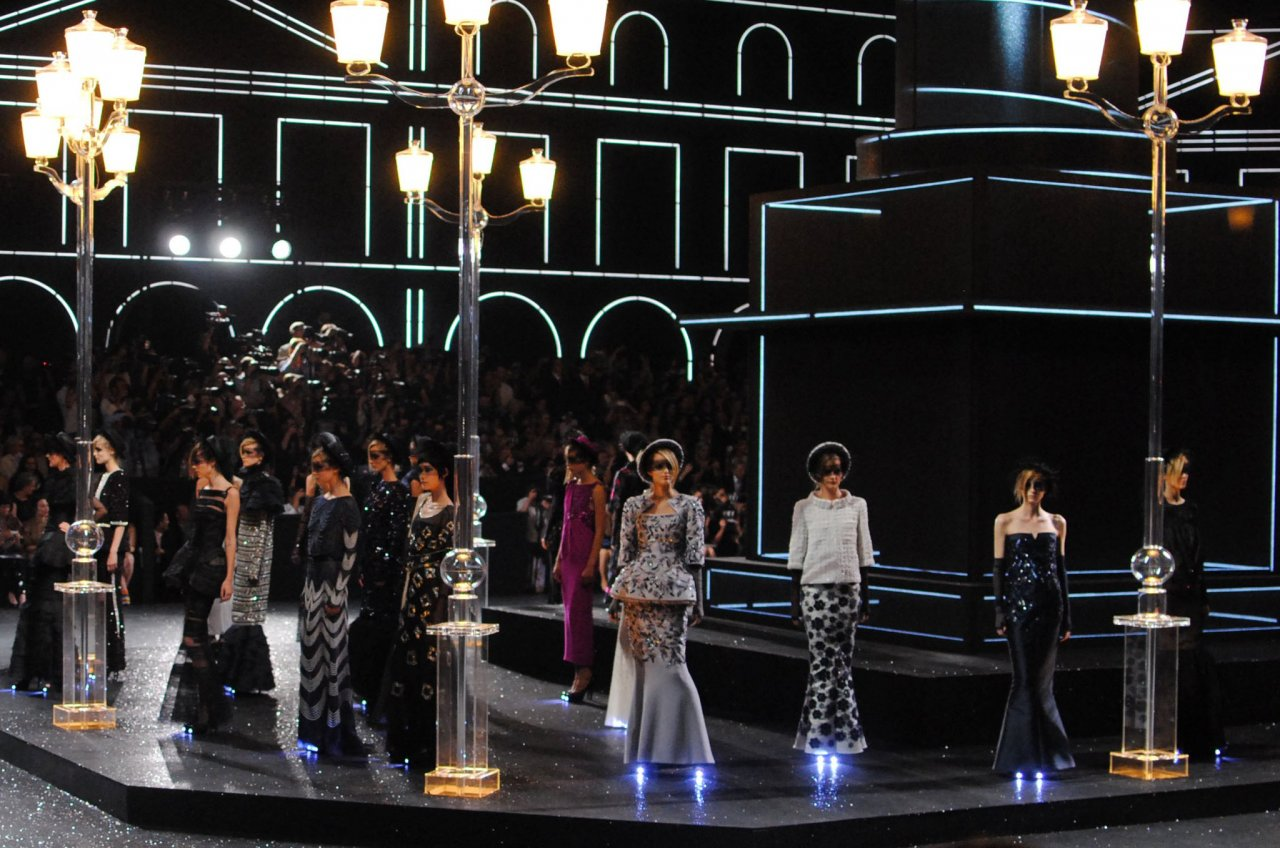
Haute Couture Kollektion H/W 2011; präsentiert im Juli 2011 im Grand Palais

Karl Lagerfeld entwarf für das Haus Chanel acht Damen-Kollektionen pro Jahr: vier Prêt-à-porter-Kollektionen, zwei Vorkollektionen (ebenso Prêt-à-porter-Mode) sowie zwei Haute-Couture-Kollektionen. Bei den regulären Prêt-à-porter-Kollektionen gibt es pro Saison je eine Kollektion für den Laufsteg, die bereits sechs Monate vor dem Verkauf bei der Pariser Modewoche präsentiert wird, sowie eine klassischere Kollektion, die direkt in den Verkauf geht und zuvor nicht auf dem Laufsteg präsentiert wird. Die Croisière-Vorkollektion (engl. cruise/resort collection) wird im späten Frühling vorgestellt und geht im darauffolgenden Spätherbst in den Verkauf. Coco Chanel hatte bereits im Jahr 1924 erstmals eine Croisière-Kollektion (frz. für „Kreuzfahrt“) vorgestellt. Die Métiers d’art-Vorkollektion wird im Spätherbst vorgestellt und geht im darauffolgenden Frühsommer in den Verkauf. Die weltweiten Chanel-Boutiquen werden demnach alle zwei Monate mit neuer Ware aus den Prêt-à-porter- und Vorkollektionen beliefert. Die Haute-Couture-Mode von Chanel wird während der Pariser Haute-Couture-Modenwochen präsentiert und der internationalen Kundschaft – mit Ausnahme von in größeren Boutiquen wie etwa in New York angebotenen Mustermodellen – vorwiegend im Atelier in der Rue Cambon in Paris angepasst und verkauft.
Seit den frühen 2000er Jahren tauchten in den Chanel-Modenschauen mitunter auch männliche Modelle – wie Brad Kroenig, Sebastien Jondeau oder Baptiste Giabiconi – auf, obwohl Chanel grundsätzlich keine Bekleidung für Herren herstellt. Lagerfeld erklärte dies mit dem Umstand, dass Coco Chanel sich die Inspiration für ihre Damenkollektionen einst aus der Männermode holte. Mit seinen für Herren modifizierten Chanel-Artikeln wollte Lagerfeld diesen Umstand – zumindest während der Modenschauen – als Hommage an Coco Chanel umkehren.
Seit 2006 werden die regulären Prêt-à-porter-Schauen, und in den Jahren seither mitunter auch die Haute-Couture-Präsentationen, von Chanel im Pariser Grand Palais vorgeführt, der zu diesem Zweck jeweils ein besonderes Dekor erhält. Die Haute-Couture-Schauen fanden, genau wie die Prêt-à-porter-Schauen in den Jahren zuvor, ansonsten überwiegend im Haupthaus in der Pariser Rue Cambon statt. Ab 1991 wurde die Hintergrundmusik bei den Chanel-Schauen im Auftrag von Karl Lagerfeld von dem Pariser DJ Michel Gaubert arrangiert. Alle Chanel-Schauen sind aufwendig inszenierte Veranstaltungen für geladene Gäste und ziehen jedes Mal ein großes Medienecho auf sich.
| Haupt-Kollektionen | Vor-Kollektionen |
| - Haute Couture – Frühjahr/Sommer sowie Herbst/Winter - Prêt-à-porter – Frühjahr/Sommer sowie Herbst/Winter (jeweils Laufsteg- und Klassik-Kollektion) | - Croisière/Resort – „Pre-Spring“ (cruise collection; Frühjahrs-/Sommermode im Winter) - Métiers d’art – „Pre-Fall“ (Herbst-/Wintermode im Sommer) |

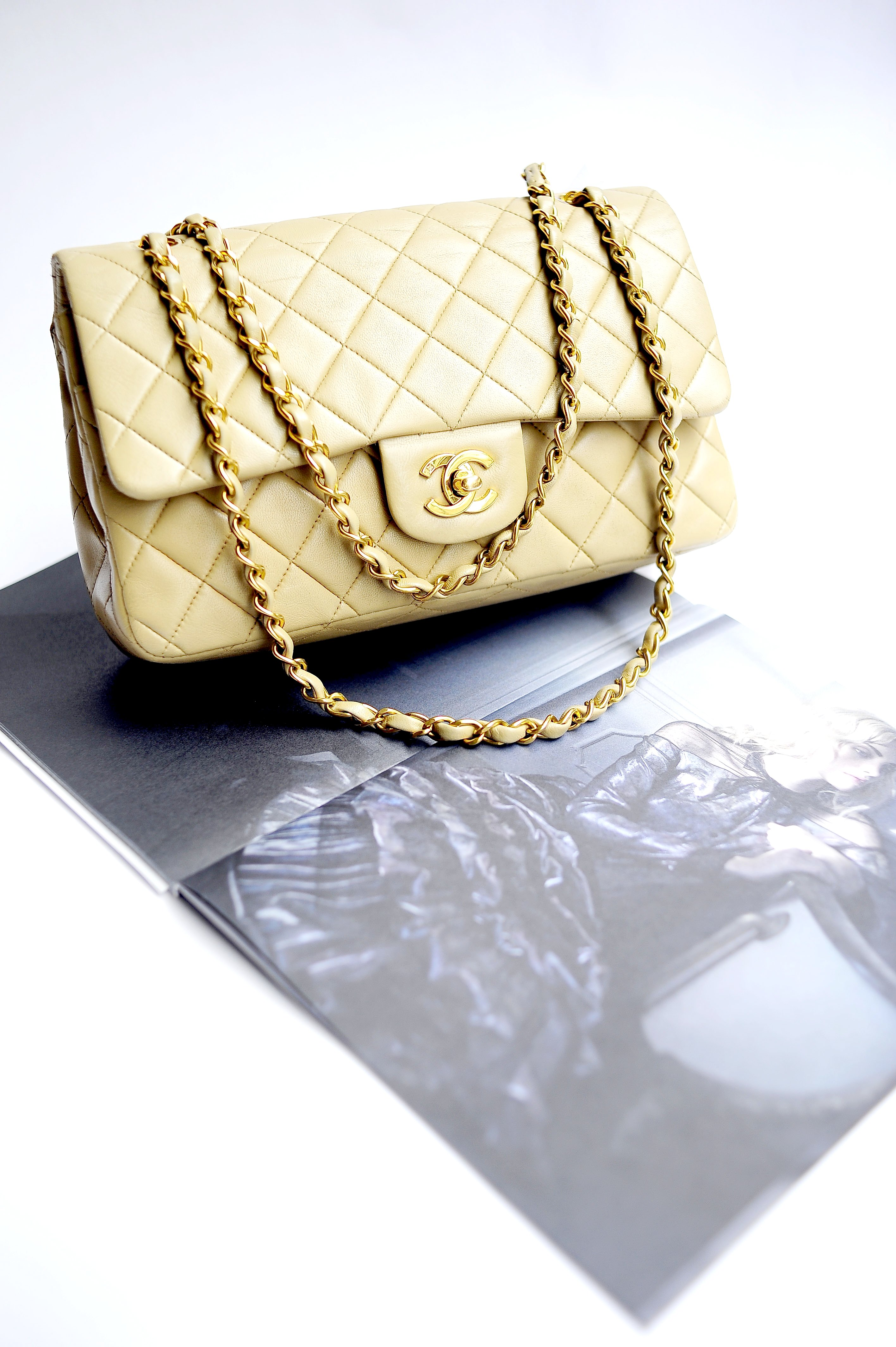
Neuauflage der 1955 lancierten Chanel 2.55 Handtasche (2009)

Die erste Métiers d’art-Kollektion wurde 2002 als Gegenstück zu den Croisière/Resort-Vorkollektionen gezeigt und soll im Rahmen des Erwerbs von bis heute einem Dutzend ehemals eigenständiger Zulieferwerkstätten – siehe Paraffection S.A. im Abschnitt Chanel-Konzern – deren kunsthandwerkliche Fertigkeiten hervorheben. Die Métiers d’art-Schauen wurden seit 2004 nach Metropolen benannt (und meist auch dort vorgeführt), die in irgendeiner Weise mit Coco Chanel in Verbindung stehen: Paris-Tokio (Pre-Fall 2005), Paris-New York (Pre-Fall 2006), Paris-Monte Carlo (Pre-Fall 2007), Paris-London (Pre-Fall 2008), Paris-Moskau (Pre-Fall 2009), Paris-Shanghai (Pre-Fall 2010), Paris-Byzanz (Pre-Fall 2011, in Paris gezeigt), Paris-Bombay (Pre-Fall 2012, in Paris gezeigt), Paris-Edinburgh (Pre-Fall 2013, Linlithgow Palace), Paris-Dallas (Pre-Fall 2014), Paris-Salzburg (Pre-Fall 2015, Schloss Leopoldskron), Paris-Rom (Pre-Fall 2016), Hôtel Ritz (Paris) (Pre-Fall 2017), Paris-Hamburg (Pre-Fall 2018, Elbphilharmonie), Paris-New York (Pre-Fall 2019, Metropolitan Museum of Art).
Analog wurden die Croisière/Resort-Vorkollektionen meist an besonderen Schauplätzen vorgeführt: Bootsfahrt auf der Seine (Pre-Spring 2005), Busfahrt durch Paris (Pre-Spring 2006), New York Grand Central Station (Pre-Spring 2007), Santa Monica Airport (Pre-Spring 2008), Miami (Pre-Spring 2009), Lido di Venezia (Pre-Spring 2010), Saint-Tropez (Pre-Spring 2011), Antibes (Pre-Spring 2012), Garten von Schloss Versailles (Pre-Spring 2013), Singapur (Pre-Spring 2014), Dubai (Pre-Spring 2015), Seoul (Pre-Spring 2016, Dongdaemun Design Plaza), La Habana Vieja (Pre-Spring 2017), Grand Palais (Pre-Spring 2018, Antikes Griechenland), Grand Palais (Pre-Spring 2019, Kreuzfahrtschiff 'La Pausa'), Grand Palais (Pre-Spring 2020, Chanel-Expresszug).

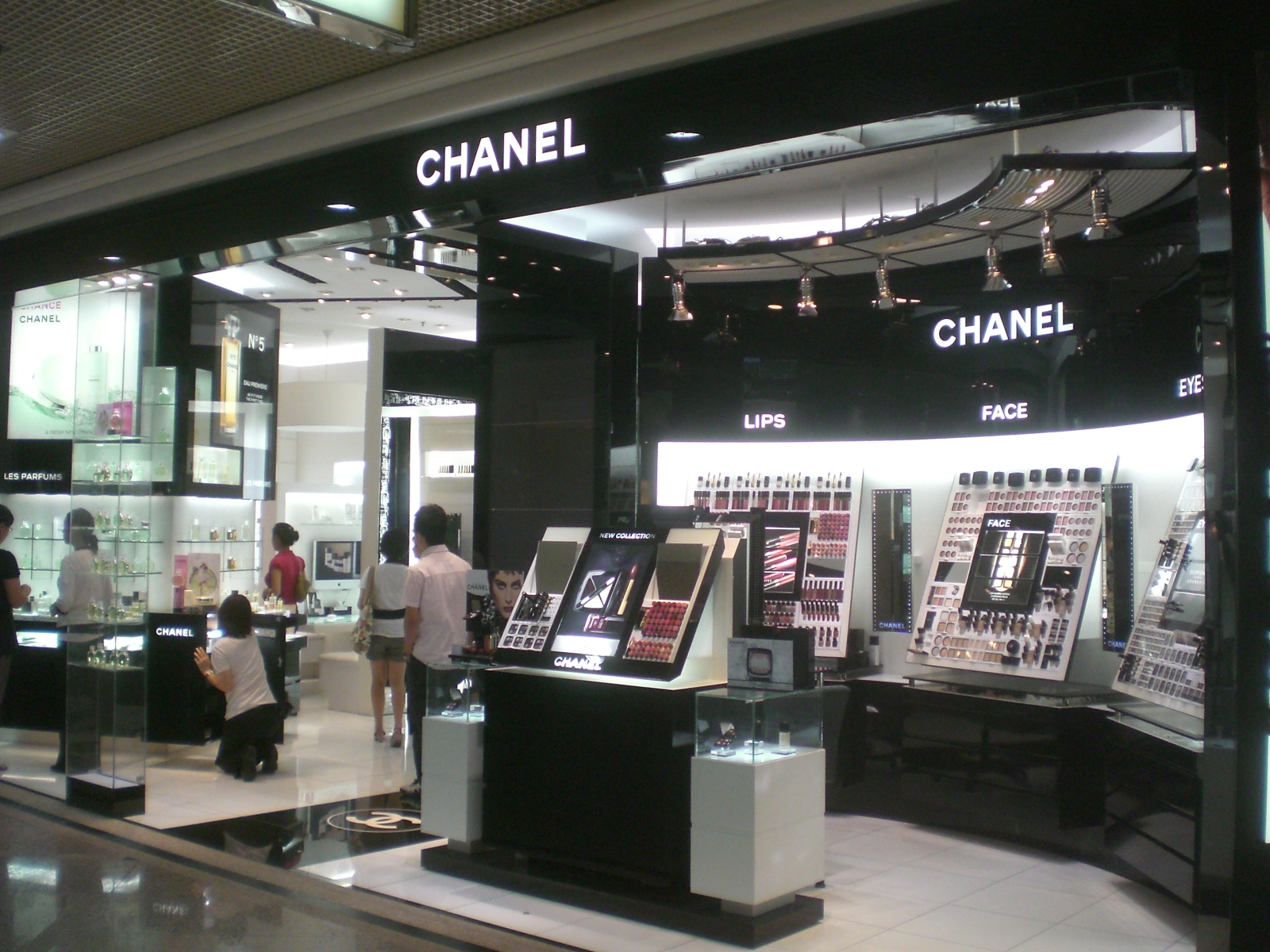
Typische Chanel-Verkaufsfläche für Kosmetik in Hongkong

### Parfüm und Kosmetik

Das bekannteste Parfüm von Chanel:
N° 5

Parfüm und Kosmetik von Chanel gibt es sowohl für Damen als auch Herren. Chanel bedient sich bei der Entwicklung der Parfüms neuester Erkenntnisse der organischen Chemie und der Duftwissenschaft. Der Erschaffer des Parfüms Chanel N° 5, Ernest Beaux, blieb bis 1954 für Chanel tätig, sein Nachfolger wurde bis 1978 Henri Robert (1899–1987). Nach Robert war der Parfümeur Jacques Polge (* 1943) mehr als 35 Jahre lang Chef-Parfümeur, und damit „Nase“, bei Chanel, bis dessen Sohn Olivier 2015 diese Aufgabe übernahm. Neben den Parfüms werden pflegende und Make-up-Produkte aus dem Hause Chanel sowohl über die eigenen Boutiquen als auch über den Parfümerie-Fachhandel vertrieben.
Das bekannteste Parfüm aus dem Hause Chanel heißt Chanel N° 5 und wurde 1921 in Frankreich als Damenparfüm auf den Markt gebracht. Das Unternehmen entwickelte im Laufe der Jahre eine ganze Reihe Damen- und Herrenparfüms, z. B. Pour Monsieur (♂, 1955; und Variationen in den Folgejahren), Nº 19 (♀, 1971, benannt nach Coco Chanels Geburtsdatum), Cristalle (♀, 1974), Antaeus (♂, 1981), Coco (♀, 1984; und spätere Variationen), Egoïste (♂, 1990), Platinum Egoïste (♂, 1993), Allure/ Allure Homme (♀/♂, 1999; und spätere Variationen), Chance (♀, 2002; und spätere Variationen), Bleu de Chanel (♂, 2010), Gabrielle (♀, 2017) und viele weitere. Im Laufe der Jahre wurden allerdings auch einige – besonders die zahlreichen während der 1930er und 1940er Jahre von Ernest Beaux kreierten Parfüms (Ivoire, Glamour, Cynique etc.) – wieder eingestellt.
Daneben gibt es Les Exclusifs de Chanel, eine Reihe von ausschließlich in den Chanel-Boutiquen erhältlichen Parfüms (für Damen bzw. Unisex) in identischen Flacons, von denen einige ab den 1920er Jahren noch von Ernest Beaux entwickelt worden waren und ab 2007 von Jacques Polge bzw. ab 2015 von Olivier Polge neu aufgelegt oder ganz neu erschaffen wurden. Dazu gehören beispielsweise Nº 22 (1920er), Gardénia (1925), Cuir de Russie (1925), Bois des Îles (1926), Sycomore (1930), Beige (1931) Coromandel (2007), Nº 18 (2007), 31 Rue Cambon (2007), 28 La Pausa (2007), Bel Respiro (2007), Jersey (2011), 1932 (2012), Misia (2015), Boy (2016) und weitere. Die ursprünglich als Eaux de Toilette lancierte Reihe wurde 2016 durch Eaux de Parfum ersetzt. Mit Les Eaux de Chanel brachte Olivier Polge 2018 die drei nach Coco Chanels Lieblingsorten benannten Damenparfüms Paris – Deauville, Paris – Biarritz und Paris – Venise auf den Markt.
Für Chanel-Parfüms wurden immer wieder Prominente als Werbeträger eingesetzt. Coco Chanel posierte in den 1930er Jahren selbst für Werbekampagnen für Chanel N° 5. In späteren Jahren verkörperten unter anderem die Schauspielerinnen Catherine Deneuve (ab 1968), Ali MacGraw (ab 1968), Carole Bouquet (ab 1986), Vanessa Paradis (ab 1991), Estella Warren (ab 1998), Nicole Kidman (ab 2004) und Audrey Tautou (ab 2008) das „Gesicht“ von Chanel N° 5. 1990 drehte der Werbefilmregisseur Jean-Paul Goude für das Herrenparfüm Egoïste einen markanten Werbespot. Ende 2012 warb Chanel mit Brad Pitt erstmals mit einem Mann für Chanel N° 5 in Fernseh- und Printkampagnen.
Neben Hermès ist Chanel der einzige Parfümanbieter, der eigene Parfümeure beschäftigt.

### Uhren und Schmuck
Die erste Echtschmuck-Kollektion von Chanel wurde 1932 von Coco Chanel präsentiert. Heutzutage bietet Chanel sowohl Modeschmuck als auch seit 1993 Echtschmuck an. Von 1992 bis 2007 kreierte der deutsch-französische Juwelier Lorenz Bäumer Chanel-Schmuck als Chefdesigner, bevor er von Louis Vuitton (Unternehmen) abgeworben wurde. Seither werden die Schmuckstücke von einem Design-Team im Schmuck-Atelier von Chanel an der 18, Place Vendôme in Paris entworfen, wo Chanel 1997 eine Schmuck-Boutique eröffnete.
1987 lancierte Chanel mit dem Damen-Modell Première erstmals eine Armbanduhren-Kollektion, die in der dafür eingerichteten Uhren-Boutique auf der Pariser Avenue Montaigne präsentiert wurde. Seither sind zahlreiche Modelle für Damen und Herren erschienen. Die erste Sportuhr, J12, wurde im Jahr 2000 auf den Markt gebracht. Die Uhrenmanufaktur von Chanel befindet sich in La Chaux-de-Fonds in der Schweiz.